# Claude Galien
Ne pas confondre avec Gallien, empereur romain du IIIe siècle.
Galien (en grec ancien : Γαληνός Galīnós / Galênós ; en latin : Claudius Galenus), né à Pergame en Asie Mineure en 129 et mort à Rome entre 201 et 216, est un médecin grec de l'Antiquité qui a exercé à Pergame et à Rome où il a soigné plusieurs empereurs. Dans sa vie Claude Galien a exercé plusieurs métiers dont philosophe, chirurgien, pharmacien, biologiste.
Auteur prolifique, il demeure dans l'histoire un personnage qui sut allier une puissance spéculative et une recherche passionnée des réalités médicales. En s'appuyant à la fois sur la raison (logos) et l'expérience (empeiria) qu'il appelle « ses deux jambes », il s'est efforcé tout au long de sa vie de construire un système explicatif global rassemblant les parties de l'art médical.
Il est ainsi considéré comme le dernier des grands médecins créateurs de l'Antiquité gréco-romaine et avec Hippocrate, un des fondateurs des grands principes de base sur lesquels repose la médecine occidentale. Il a donné la priorité à l'observation anatomique et a cherché à établir des hypothèses sur les processus physiologiques en procédant à des expérimentations sur les animaux.
Son œuvre fut d'abord en grande partie oubliée en Europe occidentale jusqu'au XIe siècle. Transmise à Byzance et dans le monde musulman, elle est revenue en Europe d'abord à partir de traductions de l'arabe en latin puis, à partir de la Renaissance, des sources grecques d'origine.
La théorie médicale de Galien a dominé la médecine jusqu'au XVIIIe siècle mais a dû ensuite s'incliner devant le développement de la méthode expérimentale qui a permis d'établir, sur une base empirique solide, les modèles du système cardiovasculaire, respiratoire, digestif et nerveux. Cette médecine gréco-romaine a donc fini par être éliminée de la pratique médicale occidentale.
Le gentilice « Claude » (Claudius, Κλαύδιος) se trouve par exemple dans un manuscrit byzantin copié autour de l'année 1200 ap. J.-C.. On a longtemps pensé que cette composante du nom est née d'une erreur survenue dans la tradition manuscrite latine, mais la source grecque byzantine est antérieure à tous les textes galéniques latins qui transmettent le gentilice Claudius. Avant la découverte du témoin byzantin conservé à Athènes on a pensé que l'abréviation latine Cl. (Clarissimus), qui signifie « brillant » ou « illustre », était apposée comme un titre dans quelques sources latines hypothétiques (Cl. Galien : « le très illustre Galien ») et qu'elle a pu être prise à tort pour un gentilice. Selon l'hypothèse erronée de V. Nutton l'érudit byzantin Jean Argyropoulos l'aurait fait connaître à Byzance au XVe siècle.

## Biographie

### L'enfance à Pergame (129-143)

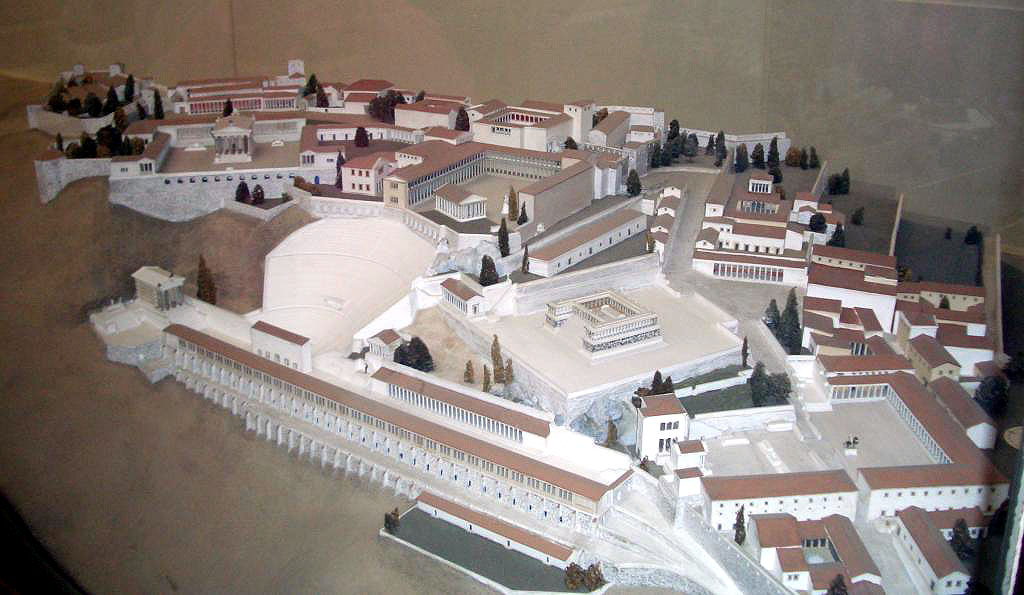
Maquette de la cité antique de Pergame.
Dans la ville haute : agora, palais, arsenal, bibliothèque, théâtre, temples, Grand Autel.

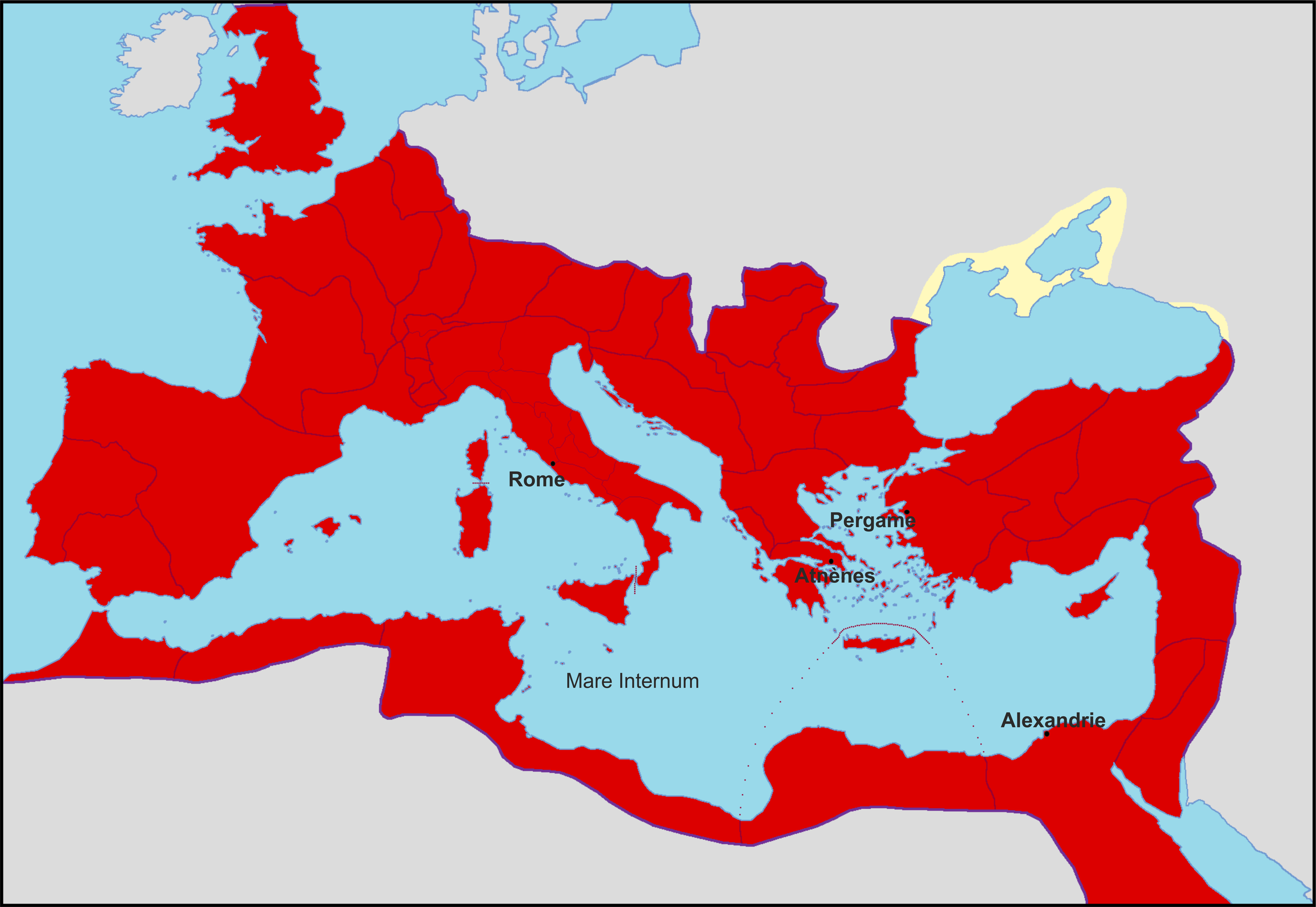
Empire romain en 150 apr. J.-C.

Galien est né en 129, à Pergame, en Éolide (actuelle Bergama, au nord de Smyrne en Turquie), dans un milieu aisé. Le nom de Galenos (Γαληνός) est bien documenté depuis l'Antiquité. Le gentilice Claudius (Κλαύδιος) se trouve seulement dans quelques manuscrits byzantins et dans un très grand nombre de livres imprimés en Occident.
La cité de Pergame était un des hauts lieux scientifiques, littéraires et artistiques du monde gréco-romain. Longtemps royaume indépendant, elle devint romaine en 133 av. J.-C., mais n'en continua pas moins à jouir d'une prospérité extraordinaire jusqu'au IIe siècle de notre ère.
Nicon, le père de Galien, est architecte et géomètre. Il apprend à son fils la morale stoïcienne. Tout au cours de sa vie, Galien indique qu'il s'est efforcé de respecter les préceptes paternels en veillant à ne pas se laisser atteindre par les pertes matérielles et à ne pas se chagriner inutilement. Son père sera un modèle de maîtrise de soi et d'affabilité qu'il opposera aux débordements de sa mère : « J'ai eu la chance d'avoir un père complètement inaccessible à toute colère, parfaitement juste, honnête et ami des hommes, une mère au contraire profondément irascible au point de mordre parfois ses servantes et de toujours crier et se quereller avec mon père... »
Son père lui a aussi transmis son amour de la campagne. Il gérait des domaines agricoles où le jeune Galien a dû passer une partie de son enfance. Il manifestera plus tard dans ses écrits pharmacologiques, une excellente connaissance des plantes médicinales. Son père qui était aussi un fin connaisseur en géométrie, arithmétique et calcul, lui donna les premiers rudiments des connaissances scientifiques jusqu'à l'âge de 14 ans. On suppose qu'il reçut aussi une formation à l'étude des textes classiques par un maître de grammaire (grammatikos) ainsi qu'à l'art de composer des discours par un rhéteur (rhêtor).

### De la philosophie à la médecine (143-148)
À l'âge de 14 ans, Galien entreprend des études de philosophie. Il se souviendra plus tard de quatre de ses maîtres : un stoïcien, un platonicien, un péripatéticien et un épicurien. Il dira dans les Propres livres que le premier ne lui donne pas les « preuves rhétoriques » de ce qu'il avance, que le second arrive à des conclusions contraires du précédent et que les suivants ne s'avèrent pas plus concluants. Il ressort de cette formation philosophique « profondément affligé », selon ses propres termes. Galien espérait apprendre un art de raisonner qui permette l'accord de tous, sur le modèle des démonstrations géométriques capables de s'imposer à tout le monde. Déçu, il décide alors de « prendre ses distances avec les discours philosophiques » (Propres livres XIV, 6) mais sans rompre complètement avec la réflexion philosophique.

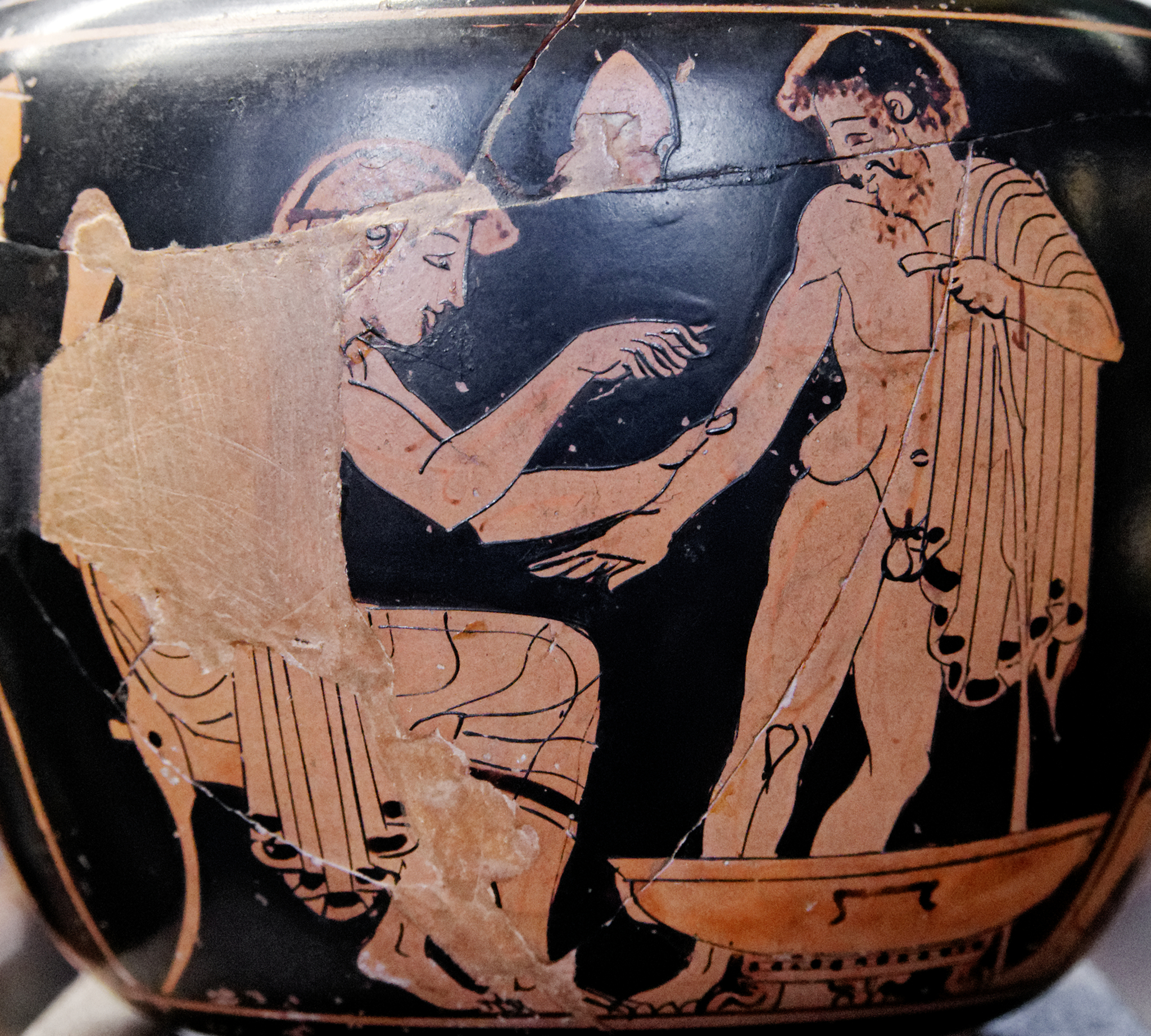
Médecin (iatros) pratiquant une saignée.

Son père, qui nourrissait de grandes ambitions pour lui, décide alors de lui faire commencer des études de médecine, tout en poursuivant ses études de philosophie. Il avait alors 16 ans. Cette orientation vers la médecine procède probablement du choix d'une discipline pratique qui devrait lui permettre d'échapper au doute pyrrhonien dans lequel l'avait plongé le spectacle des affrontements de systèmes philosophiques incompatibles, chacun avec sa propre vérité sans qu'aucune méthodologie ne puisse jamais les départager.
La formation médicale se faisait auprès de maîtres réputés. En 145, Galien va d'abord à l'école de Satyros dans l'espoir de retirer une bonne connaissance d'Hippocrate (460 / 370 av. J.-C.), le « père de la médecine » européenne. Après avoir assisté à un débat sur l'empirisme en médecine, il suit l'enseignement d'un des orateurs, nommé Pélops.
En 148, le décès de son père lui laisse une fortune considérable. Il a alors 19 ans. Il confie la gestion de ses biens à un intendant et part à travers le monde gréco-romain étudier auprès des médecins les plus réputés de l'empire.

### Voyages d'étude de Smyrne à Alexandrie (148-157)
Il se rend d'abord à Smyrne où il retrouve son maître Pélops. Il y écrit un ouvrage Sur le mouvement du thorax et du poumon dans lequel il consigne l'enseignement de Pélops. Il demeure ensuite à Corinthe (c. 151 ?) pour apprendre auprès de Numisianos avant d'embarquer pour Alexandrie en Égypte.
Il séjournera au moins quatre ans à Alexandrie avec le désir d'y étudier l'anatomie. Le passage par Alexandrie semblait constituer une sorte d'étape obligée dans la formation de tout médecin ambitieux de l'époque. La ville égyptienne était devenue, sous les premiers Ptolémées au IIIe siècle av. notre ère, un centre majeur de la vie intellectuelle de la civilisation hellénistique. Deux des plus grands anatomistes de l'Antiquité, Hérophile et Érasistrate, avaient pu y pratiquer des dissections humaines qui firent faire d'importants progrès à la connaissance des structures internes du corps humain. Près de quatre siècles plus tard, quand Galien arrive à Alexandrie, la dissection des cadavres n'est plus pratiquée. Galien se contentera d'y « étudier les os humains ».
D'après ses écrits ultérieurs, Galien semble avoir été assez déçu par son séjour à Alexandrie. Dans son Commentaire aux épidémies, il présente ses professeurs alexandrins comme des savants seulement en parole, qui sont complètement incapables de reconnaître une maladie. Il n'apprécia guère mieux la nourriture égyptienne comportant des vers de bois, des vipères, de la viande de singe, de chameau et même d'âne. Mais nous dit-il, comme les Égyptiens y sont habitués, ils réussissent à évacuer rapidement ces mauvais aliments avant qu'ils ne causent des dégâts au corps.
L'Égypte a de tout temps été réputée pour ses drogues, ses parfums et ses onguents. Galien en mentionnera de nombreux, notamment dans ses écrits pharmacologiques : huile de ricin (kikinon), de raifort (rhaphaninon), de sénevé (sinapinon) et le poivre. Il s'intéressa aussi à un curieux arbre, le persea (Cordia myxa), dont les feuilles sont souveraines en cataplasme contre le mal de tête, ou à une argile aux précieux effets thérapeutiques.
Galien revient finalement à l'âge de 27 ans dans sa ville natale.

### Le médecin des gladiateurs à Pergame (157-161)

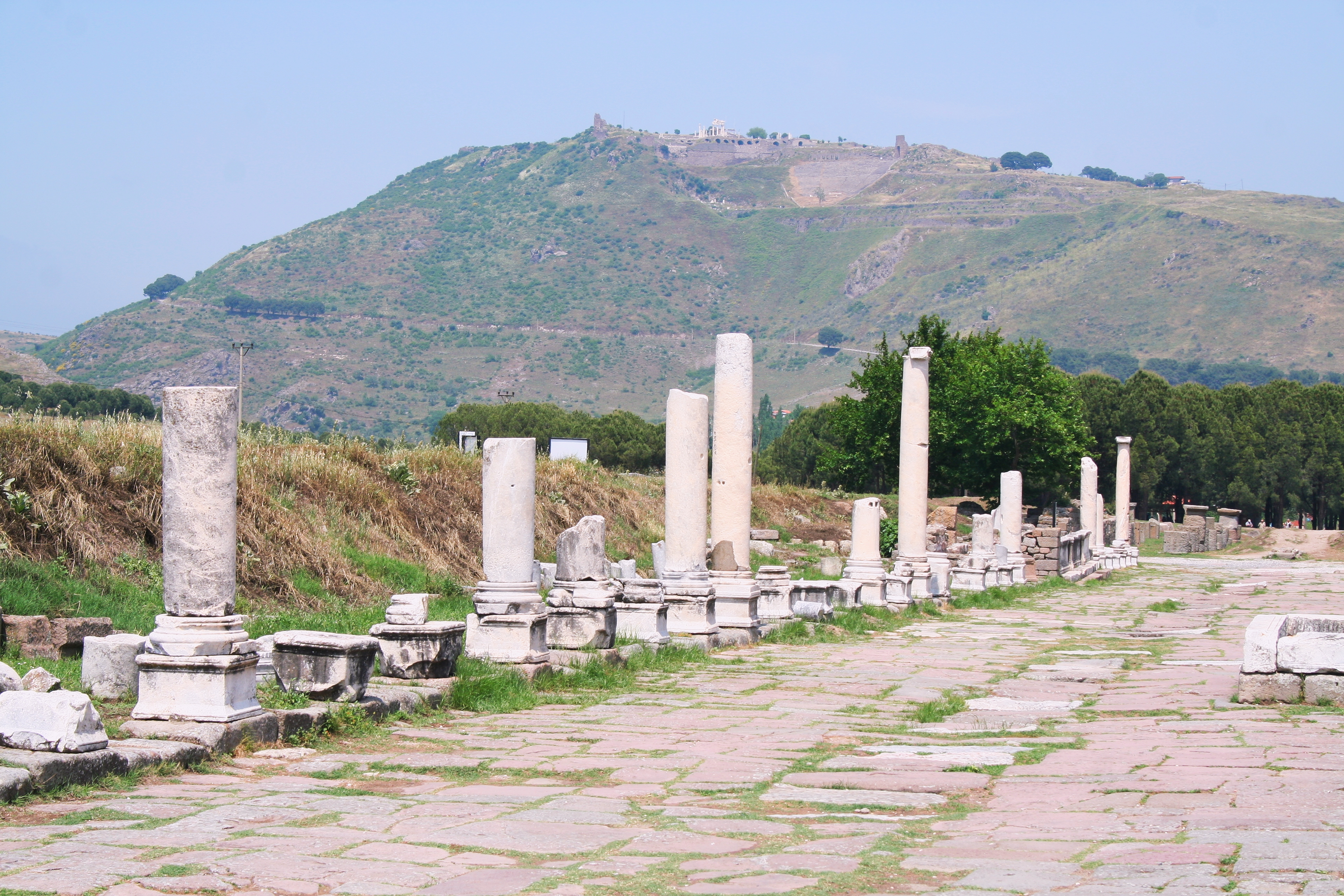
L'Acropole de Pergame, vu du sanctuaire d'Asclépios, un centre médical renommé où Galien reçut des indications thérapeutiques au cours de songes.

De retour dans sa patrie, durant l'été 157, Galien se gave tellement des bons fruits de son pays qu'il en a une indigestion mais aussi, nous dit-il, une maladie gastrique aiguë. Il s'agissait probablement d'une amœbose, responsable de dysenteries fréquentes alors dans tout le bassin méditerranéen.
Cet épisode joua un rôle si important dans sa vie qu'il le mentionne à trois reprises dans ses écrits. Il déclare avoir décidé, à la suite de cette maladie, de s'abstenir de tous les fruits, sauf les figues et les raisins, de suivre un régime équilibré et de fréquenter assidûment le gymnase. Il raconta dans la dernière partie de sa vie comment, suivant les indications reçues d'Asclépios au cours de deux songes clairs, ses douleurs disparurent après une saignée d'un nouveau type, faite en incisant une artère située entre l'index et le majeur. À la suite de cette guérison miraculeuse, Galien se déclare serviteur (therapeutès) d'Asclépios.

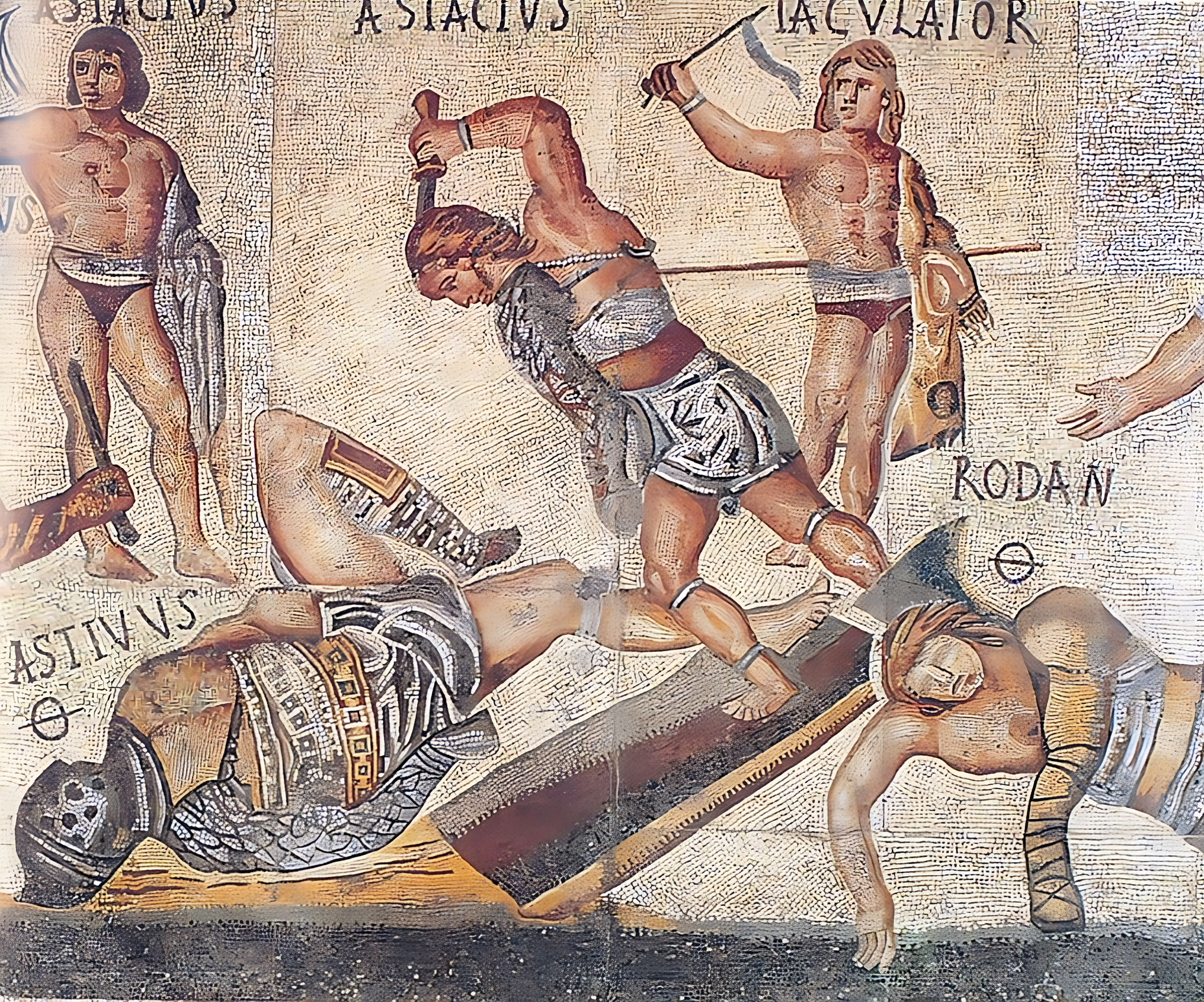
Combat de gladiateurs. Mosaïque de la Villa Borghèse.

Durant cette même année 157, il est nommé médecin des gladiateurs. Dans les cités orientales de l'empire, le grand-prêtre (archihierus) était chargé d'organiser le culte impérial. Il entretenait à ses frais une troupe de gladiateurs qui s'affrontaient tous les étés en combat (munera) lors des fêtes en l'honneur de l'empereur. Malgré son jeune âge, Galien se vit confier la charge de soigner les plaies sanglantes des gladiateurs et plus largement de veiller à leur régime. Il devait garder en vie le plus grand nombre possible de gladiateurs afin d'éviter au grand-prêtre de devoir recruter de nouveaux combattants. Les combats à mort restaient rares.
À croire ses écrits, le jeune médecin talentueux fit merveille au cours de son premier mandat : « Aucun des blessés dont j'avais la charge ne mourut, sauf deux, alors que seize étaient décédés sous mes prédécesseurs. » Confronté à de profondes blessures, il renonce à les inonder d'eau chaude comme faisaient ses prédécesseurs mais les humecte avec de l'huile. Il dépose ensuite sur la plaie des linges imbibés de vin noir et âcre. Dans certains cas, Galien n'hésite pas à recourir à la chirurgie et en profite pour approfondir ses connaissances anatomiques. Il ne cessera par la suite de réaffirmer la nécessité pour les médecins de s'entraîner à la dissection sur des singes.

### Le premier séjour à Rome (162-166)
On ne sait pas exactement pour quelle raison Galien se rendit au centre de l'Empire, à Rome, mais à l'époque, il était commun que les médecins quittassent leur ville d'origine et fissent des voyages à visée scientifique. Ce fut le cas de Galien qui, pour se constituer une riche pharmacopée, visita de nombreux endroits pour se procurer des simples, c'est-à-dire des substances végétales, animales ou minérales utilisées comme remèdes. C'est ainsi qu'il visita Chypre, la Palestine, la Lycie et Lemnos. Par contre, il alla à Rome probablement pour exercer la médecine.
Arrivé à Rome, en 162, Galien loue une maison près de l'un de ses concitoyens, le philosophe Eudème, qui allait lui permettre d’être introduit dans la plus haute société romaine. Il adopte volontiers le mode de vie des Romains, se rendant régulièrement aux bains avec des amis. Mais il conserve aussi l'habitude typiquement grecque de fréquenter la palestre pour pratiquer la gymnastique. Jamais dans ses écrits, il ne mentionne la présence de femme ou d'enfants à ses côtés. Il affiche un dégoût pour la débauche et l'homosexualité. Bien qu'il reconnaisse que les relations sexuelles puissent apporter de grands plaisirs, il considère qu'elles peuvent aussi détourner les hommes de leurs objectifs supérieurs.
Le monde médical était régi à cette époque par la compétition. L'enseignement médical n'était pas institutionnalisé, il n'y avait pas de cursus couronné par un diplôme. Chaque médecin devait assurer sa promotion. Les riches patients convoquaient plusieurs médecins à leur chevet et chacun devait faire son diagnostic en présence des autres. La compétition pour obtenir les faveurs du malade était farouche ; les beaux discours destinés à séduire le malade, le dénigrement des rivaux ou les coups bas entre collègues étaient fréquents. Et comme en outre Galien avait une haute idée de sa valeur et ne mâchait pas ses mots quand il critiquait quelqu'un, les hostilités et les rancœurs pouvaient être terribles. Dans Pronostic, il nous dit que le médecin de valeur n'a d'autre choix que de partir en exil ou de s'exposer à la calomnie en vivant sans cesse dans la crainte de représailles.
Lors d'accès de fièvre du philosophe Eudème, originaire comme lui de Pergame, Galien qui lui a pris le pouls, fait le pronostic d'une fièvre quarte. Eudème reconnaît la justesse du jugement de Galien et se répand en louange en présence de personnages particulièrement influents. Le nom de Galien parvint même jusqu'aux oreilles des deux empereurs, Lucius Verus et Marc Aurèle.
Galien organisait aussi des séances publiques de dissection ou de vivisection où le maître exposait ses théories et invitait l’auditoire à tirer les conséquences de ses expérimentations. Ainsi Titus Flavius Boethus, sénateur qui fréquentait Eudème, invita Galien à « faire une démonstration sur la voix et la respiration, en expliquant comment et grâce à quels organes elles se produisent ». Flavius Boethus, nous dit Galien, se chargea de lui fournir bon nombre de porcs et chevreaux. Plusieurs personnalités de renom assistèrent à cette première séance en 163. Et comme le public était fait essentiellement de rhéteurs et de philosophes, Galien s'assura d'abord qu'ils étaient prêts à accepter le témoignage des sens. Ce préalable à toute démonstration n'était pas superflu car les doctrines stoïcienne et péripatéticienne étaient pénétrées par le scepticisme. Et on se souvient comment le jeune Galien avait refusé de « sombrer dans le doute pyrrhonien » au début de ses études philosophiques. Il montra alors comment en coupant quelques nerfs, l'animal était privé de voix, sans perdre la vie. Dans une seconde séance, en présence de « tous ceux qui comptaient en médecine et philosophie », Galien montre comment l'inspiration se produit par dilatation du thorax et l'expiration par sa contraction, quels sont les nerfs qui commandent le mouvement des muscles responsables, comment l'air expiré produit des sons en heurtant les cartilages du larynx.
Galien procéda à un très grand nombre de démonstrations anatomiques sur le cerveau, la moelle épinière, les nerfs, la langue, le larynx, etc. Certaines de ces séances étaient privées, à l'usage de ses proches et de ses étudiants, d'autres étaient publiques et lui valurent de grands éloges mais aussi de féroces jalousies de la part de ses adversaires. Il nous dit avoir renoncé aux démonstrations publiques après son premier séjour à Rome.

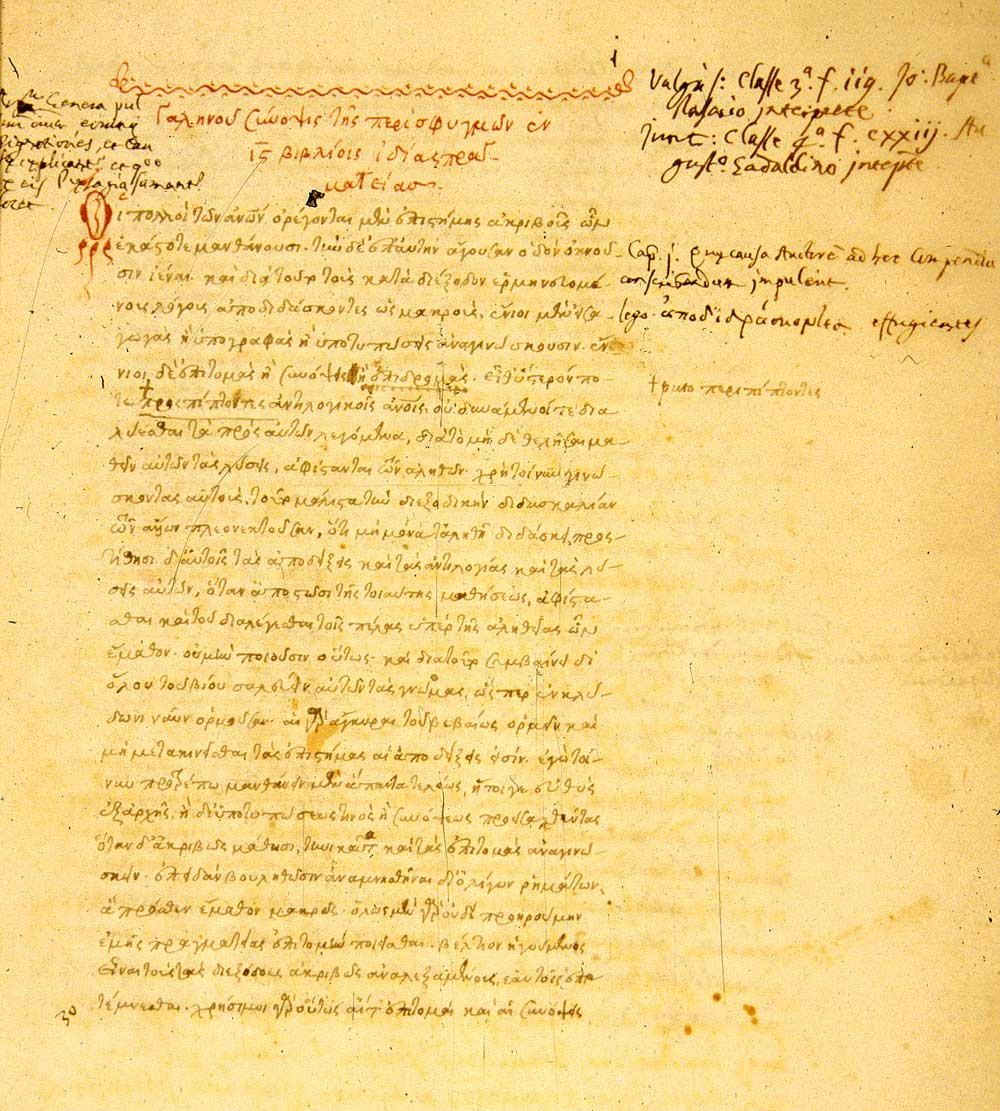
Manuscrit grec de Galien, Du pouls.

Ces démonstrations anatomiques sont pour Galien le moyen d'établir son savoir publiquement et d'obtenir la reconnaissance de sa valeur auprès des plus hautes autorités mais elles sont aussi l'occasion de débats philosophiques sur l'établissement de la vérité en science, tant par l'observation que par le raisonnement. De vives discussions animaient les différentes écoles de médecine sur le mode d'acquisition des connaissances. Devait-on s'appuyer principalement sur la raison ou sur l'expérience ? Y avait-il une méthode fiable ? Galien dit se placer au-dessus des écoles. Sa formation philosophique garantit son indépendance d'esprit et l'autorise à ne jamais ménager ses critiques des écoles dogmatique, empiriste et méthodiste.
Galien nous a laissé de nombreux écrits sur ses découvertes anatomiques et physiologiques. Il employait des tachygraphes, formés à la technique sténographique en grec. Il leur a ainsi dicté de nombreux petits traités écrits pour ses amis et condisciples, sans en conserver de copies. Lors de ce premier séjour à Rome, il rédigea aussi des traités de recherche fondamentale sur l'anatomie, qui sont pour la plupart perdus.
En 166, Galien quitte précipitamment Rome. Ses motivations exactes ne sont pas claires car il en a donné des versions différentes dans ses divers traités. Dans le Pronostic, il nous dit que c'est parce qu'il était poursuivi par la haine de ces rivaux. Trente ans plus tard, il dira dans Propres livres que c'est l'épidémie de peste dite « antonine » ramenée de Syrie à Rome qui a précipité son départ.

### L'exil volontaire à Pergame (166-169)
De retour en Asie, Galien va occuper une partie de son temps à la révision de ses écrits de jeunesse. Il donne ainsi une nouvelle version de Mouvement du poumon et du thorax composé entre 149 et 151, qu'une personne sans scrupule avait mis sous son propre nom après lui avoir ajouté un prologue.
Alors qu'il « se livre à ses occupations habituelles », il reçoit un message des deux empereurs Marc Aurèle et Lucius Verus lui enjoignant de venir les retrouver à Aquilée. L'armée qu'ils ont rassemblée contre les Germains au nord de Trieste est ravagée par la peste antonine. Les soldats meurent par centaines. Lucius Verus qui s'était décidé à rentrer à Rome meurt subitement. Marc Aurèle ordonne que Galien le suive dans sa campagne contre les Germains. Mais Galien fait tout pour échapper à cette mission et lors d'une rencontre avec l'empereur, il réussit à le convaincre de le laisser à Rome, et dit-il « il se laissa persuader de me laisser aller quand il eut entendu par ma bouche que le dieu de mes pères, Asclépios, ordonnait le contraire ». Galien se voit confier le soin de la santé du jeune Commode, le fils de Marc Aurèle.

### Le second séjour romain au chevet des empereurs (169-193)

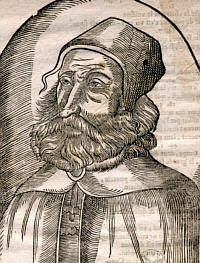
Galien de Pergame. Gravure du XVIe siècle.

De retour à Rome, Galien préfère se tenir à distance de ses confrères jaloux, en choisissant de suivre le jeune Commode dans ses différentes villégiatures. « L'empereur s'étant attardé de façon inattendue à faire la guerre contre les Germains, je consacrai tout ce temps à composer de nombreux ouvrages de philosophie et de médecine dont je fis don à mes amis. »
Le traitement des coliques de l'empereur va marquer un tournant dans la carrière de Galien. Invité au Palais pour soigner Marc Aurèle pris de fortes fièvres et de violentes coliques que ses médecins habituels sont impuissants à soigner, Galien prend le pouls de l'empereur, et déclare qu'il ne s'agit pas de fièvre mais d'une indigestion. Le traitement proposé est un complet succès. Galien écrit : « L'empereur ne cessait de parler de moi, comme tu le sais, en disant que j'étais premier parmi les médecins et seul parmi les philosophes. »
Galien profite de ce succès pour asseoir sa position en obtenant le poste de confiance de préparateur de la thériaque impériale. La thériaque était une préparation pharmaceutique qui comportait plus de 70 ingrédients et faisait figure de panacée. Elle comportait de l'opium et de la chair de vipère. Marc Aurèle qui l'appréciait particulièrement en prenait journellement.
Quand Galien revient à Rome en 169, il constate que certains des écrits qu'il avait dictés pour ses amis ou ses disciples, circulent sous le nom d'autres personnes. Il décide alors de mettre en forme plusieurs ouvrages récupérés, écrits pour les débutants comme Sur les écoles, Sur les os, Sur le pouls, etc. Il s’attelle aussi à la rédaction et la finalisation de trois grandes sommes : Utilité des parties du corps, Doctrines d'Hippocrate et Platon et le début des Pratiques anatomiques. Il avait l'habitude de travailler en même temps sur plusieurs ouvrages et de reprendre et compléter des ouvrages anciens.
Pour éviter tout plagiat, il se résout vers 193 à dresser la liste de tous ses écrits. Dans Ordre de ses propres livres puis dans Propres livres, Galien dresse un catalogue raisonné de ses ouvrages et un guide de lecture.
Galien partage son temps entre la rédaction de ses ouvrages et le soin aux malades. Les nombreuses études de cas, dont il parsème ses écrits (comme Méthode de Traitement), montre qu'il manifeste auprès des malades un grand dévouement, ne ménageant ni son temps ni sa peine. Il aurait même fait preuve de courage quand il s'occupa des victimes de la terrible peste antonine qui frappa l'Italie de 166 à 181.
Boudon-Millot cite un passage d'un traité conservé uniquement en arabe : « Je ne demande d'honoraires à aucun de mes étudiants ni aucun des malades que je soigne. En fait, j'offre à mes malades, autant qu'ils en ont besoin, non seulement médicaments, boissons, massages et autres choses semblables, mais je leur procure même des infirmiers s'ils n'ont pas de serviteurs, et je leur fais en plus préparer la nourriture nécessaire. »
Il poursuit aussi son activité d'enseignement. Si en début de carrière, il s'adressait à des débutants, après son retour il préféra s'adresser à une élite médicale, beaucoup faisant partie du cercle restreint de ses amis (philos). Il exige de ses disciples d'être travailleurs, d'aspirer à la vérité, et par-dessus tout, il attend d'eux « une nature pénétrante ». Cette période est assombrie par un immense incendie à Rome en 192, qui ravage des entrepôts situés le long de la Voie Sacrée. Réputés sûrs et bien protégés, certains de ces locaux servaient à Galien pour mettre ses objets de valeurs en sécurité : instruments, médicaments, manuscrits et objets en argent. Outre certains de ces ouvrages, il y déposait « des recettes de remèdes plus admirables que celles de toutes autres personne dans le monde habité des Romains ». L'incendie détruisit les précieux ouvrages manuscrits déposés, non encore transcrits en double. Véronique Boudon-Millot, directrice du laboratoire Médecine grecque, résume ainsi sa situation : « À soixante-trois ans, en travailleur infatigable, Galien va dès lors consacrer une part importante de son activité littéraire à réécrire ses traités perdus. La période la plus féconde de son activité d'écrivain, inaugurée en 169 au début de son second séjour romain, s'achève en 192 par un véritable cataclysme. Mais en travaillant sans relâche, Galien va désormais mettre tous ses efforts à faire renaître son œuvre de ses cendres. »
Durant les heures sombres du règne de Commode (180-192), Galien qui est déjà quinquagénaire, se fait discret et préfère passer sous silence les exactions de l'empereur.

### Vieillesse et mort (193-216)
Sous le règne de Septime Sévère de 193 à 211, Galien retrouve sa fonction de préparateur de la thériaque qu'il avait perdue sous Commode. Sur ses vieux jours, il est de plus en plus réticent à parler de lui-même et affiche même un certain détachement vis-à-vis des affaires humaines.
On ne sait pas où Galien est mort. Les documents ne permettent pas d'établir si sa fin eut lieu à Rome ou bien s'il retourna dans sa patrie de Pergame. Par contre, pour la date du décès, plusieurs sources arabes ont permis de corriger l'ancienne date de 199 donnée auparavant. Ishaq ibn Hunayn, le fils du célèbre traducteur Hunayn ibn Ishaq, déclare que « Galien vécut dix-sept ans en tant qu'enfant et étudiant et soixante dix ans en tant que savant et professeur. » Le plus vraisemblable est donc qu'il soit mort en 216 à l'âge de 86 ans.

## Œuvre
L’œuvre de Galien représente une somme encyclopédique monumentale. Elle couvre en premier la sphère médicale (anatomie, physiologie, pathologie, thérapeutique, pharmacologie et hygiène) mais aussi la philosophie, les mathématiques, l'architecture, la littérature et la philologie. Seule une petite partie de cette œuvre multiforme, composée en grec sous le règne des trois empereurs romains Marc Aurèle, Commode et Septime Sévère, nous est parvenue. Véronique Boudon-Millot évalue au quart la part du corpus galénique à nous avoir été transmis en grec, « de larges pans n'ayant survécu qu'en traduction arabe ou latine ou encore ayant complètement disparu ». Les textes connus de Galien représentent un huitième de tous les textes grecs écrits entre l'époque d'Homère et le IIe siècle à nous être parvenus.
Cette œuvre essentielle de l'histoire de la médecine européenne ne nous est pourtant accessible que dans une édition du début du XIXe siècle. L'édition de C. G. Kühn, faite des textes grecs et des traductions latines, est parue à Leipzig entre 1821 et 1833. Elle couvre 150 traités conservés et plus de 20 000 pages. Seule une part minime est aujourd'hui traduite dans une langue moderne. L'un des derniers textes de Galien à avoir été redécouverts l'a cependant été dans les années 2000.
La doctrine hippocrato-galénique qui domina la pensée médicale pendant plus d'un millénaire et demi fut à partir du XVIIe siècle contestée et puis reléguée dans l'oubli contrairement aux pensées médicales pré-scientifiques d'Asie (notamment chinoise et indienne) qui n'ont pas subi le même sort.

### L'anatomie

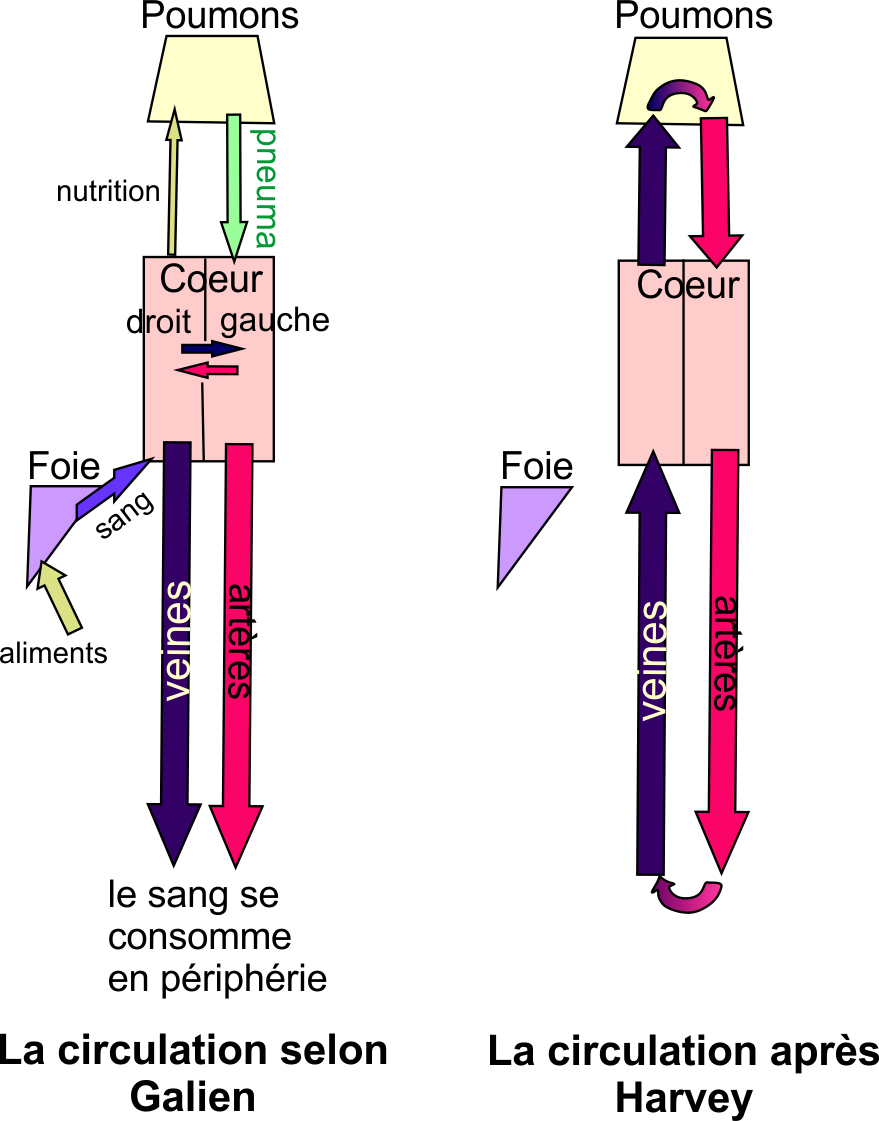
La circulation du sang selon Galien et Harvey.

Durant l'Antiquité gréco-romaine, l'histoire de l'anatomie, commencée timidement avec Hippocrate, poursuivie plus amplement avec Aristote, connut avec Hérophile et l'école d'Alexandrie d'importantes innovations grâce aux recours à la dissection des corps humains. Galien poursuivit cet effort de découverte des structures internes du corps, en s'illustrant particulièrement dans la description des os, des muscles et des nerfs et dans une moindre mesure des articulations, des vaisseaux et des viscères. Ses découvertes reposent sur des dissections de singes macaques, de cochons et d'autres animaux. À côté de plusieurs opuscules pour débutants, il a écrit un grand traité sur les Pratiques anatomiques en 15 livres.
Galien ne considérait pas l'anatomie comme une connaissance théorique valable en soi. Elle devait être étudiée par le médecin praticien pour des raisons pratiques, car elle lui fournissait des informations sur les activités physiologiques et psychiques et elle montrait que la Nature n'opérait pas en vain.
Galien a accordé une primauté à l'anatomie pour des raisons pratiques, qu'il s'agisse de la réduction des luxations, des fractures, de la chirurgie ou même de la saignée. « J'affirme que le médecin doit savoir comment est chacun des os en lui-même, et comment il s'assemble avec les autres os, s'il veut soigner correctement leurs fractures et leurs luxations » (Os pour débutants Galien). Au début de sa carrière, il a écrit un opuscule sur l'anatomie de l'utérus destiné à une sage-femme. En pathologie, il a défendu une théorie des « lieux affectés » qui attribue une cause locale à beaucoup d'affections. Les soins seront efficaces s'ils atteignent le lieu précis à l'origine de la maladie et non ceux qui sont affectés par sympathie.
L'anatomie apparaît aussi à Galien comme un moyen d'accès à la compréhension des processus physiologiques. Ainsi, quand il donne une description précise des quatre ventricules du cerveau, un lecteur moderne est très surpris de constater qu'il leur attribue plus d'importance qu'à la substance neurale. L'interprétation des structures anatomiques qu'il propose est dépendante des modèles théoriques (en principe hypothétiques) qui lui servent à comprendre le fonctionnement de l'âme et du corps. Bien qu'il refuse de se prononcer sur l'âme, qu'il considère comme inconnaissable par les moyens d'investigation physiologiques, il cherche à savoir où est localisée l'âme hégémonique, responsable de la sensation et du mouvement. Depuis Hérophile, les médecins avaient peu à peu établi que la section de certains nerfs indiquait que le siège des sensations et des commandes motrices se trouvent dans le cerveau. Pour explorer finement ce problème, il se place dans le cadre général de la théorie du pneuma, une sorte d'air vital qui circule partout dans le corps et dont les différentes sortes jouent des rôles importants dans ses explications des processus physiologiques. Un de ces pneuma, appelé le pneuma psychique (psychikon) est localisé dans le cerveau, et plus précisément dans les cavités du cerveau étant donné sa nature vaporeuse (mais toutefois matérielle). On peut admirer, comment Galien réussit à concilier l'idée que la substance de l'âme est inconnaissable avec l'idée qu'elle a un support matériel observable qui seul relève de la médecine. Ainsi, chez lui, les hypothèses sur la nature de l'âme s'appuient sur les expériences de lésions et de compressions des ventricules cérébraux.
Au XVIe siècle, André Vésale constate des erreurs dans les descriptions de Galien et comprend qu’elles s’appliquent au singe et non à l’homme. Du fait que la dissection des corps humains était interdite dans la Rome antique, Galien avait disséqué à leur place des singes magots et avait transféré le modèle animal à l'homme. Vésale entreprend la rédaction d’un traité d'anatomie, De humani corporis fabrica libri septem (La Structure du corps humain), destiné à corriger plus de deux cents erreurs de Galien. Par exemple, il décrit pour la première fois la veine azygos, prouve que la mandibule chez l'homme est composée d’un seul os, et non pas de deux, que le foie humain n'est pas constitué de quatre ou cinq lobes, comme le prétendait Galien. À la même époque, Léonard de Vinci, par ses travaux sur l'anatomie, émet l'hypothèse appuyée par ses propres expériences, que contrairement à ce que pensait Galien, ce n'est pas le foie qui est à l'origine du flux sanguin, mais le cœur.

### La physique médicale

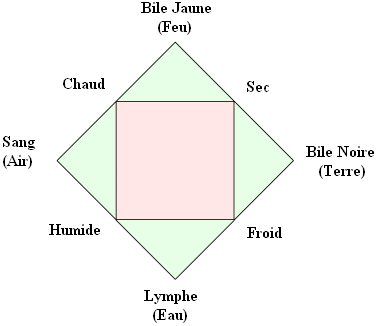
Les quatre éléments correspondent aux quatre humeurs et chaque élément est associé à deux qualités : le feu au chaud et sec, la terre au sec et froid, l'eau au froid et humide, et l'air à l'humide et chaud.

La pensée physique de Galien repose sur une théorie de la constitution de la matière héritée des plus grands penseurs de la Grèce antique. Le corps comme toute matière, est composé de quatre éléments (le feu, l'air, la terre, l'eau) en proportion plus ou moins grande, ce qui explique la qualité plus ou moins dominante du corps (quatre qualités élémentaires : chaud, froid, humide, sec). Galien précise que sous ce terme d'élément (stoicheia), il ne s'agit pas, d'élément en soi (le « feu ») ni de la qualité pure (le « chaud ») mais de celle qui est dominante dans un corps particulier. Dans les corps, les éléments ou les qualités se présentent toujours mélangés (crase κρᾶσις).
Galien reprend aussi la tradition hippocratique de considérer le corps comme une « boîte noire » dans laquelle se déroulent des processus physiopathologiques que les médecins essayent de modéliser en se fondant uniquement sur la connaissance des matériaux qui y entrent (air inspiré, nourriture et boissons) et qui en sortent (excréments, urines, sueur, sang s'écoulant des plaies, sécrétions nasales, vomissures). De l'observation minutieuse de l'aspect des diverses excrétions produites en diverses circonstances, les médecins infèrent l'existence de quatre humeurs (sang, bile jaune, bile noire et phlegme) circulant dans le corps. Les flux entrelacés de ces substances concrètes permettent d'expliquer par des causes naturelles chaque maladie, résultant d'un excès ou d'une insuffisance d'une d'entre elles. L'état de santé dépend du bon mélange (eucrasie) et de la bonne proportion des qualités et corrélativement l'état de maladie résulte d'un mauvais mélange (dyscrasie). Chez Galien, la théorie humorale ne joue vraiment de rôle qu'en pathologie, alors qu'elle tiendra une place centrale dans le galénisme tardif.

### La physiologie
La grande somme de Galien sur « les fonctions et l'utilité des parties observées au cours de la dissection » est intitulée Utilité des parties, auquel s'ajoutent plusieurs ouvrages sur les Causes de la respiration ou sur les Mouvements des muscles, les Facultés naturelles, etc.
Lors des séances de démonstrations anatomiques, Galien savait se servir de la dissection pour établir aux yeux du public les structures anatomiques mais pouvait aussi recourir à la vivisection animale pour déterminer « par quelles facultés les opérations [sc. du mouvement, du repos, de l'accroissement et de la nutrition] sont produites ». Ses prédécesseurs avaient déjà fait un certain nombre d'expériences, mais lui sut pousser très loin son expertise pour découvrir les structures et fonctions de toutes les parties du corps. L'exercice n'était pas toujours facile, car si on peut observer directement l'effet de la section du nerf optique sur la vue ou d'un nerf moteur sur le mouvement, il est moins aisé de comprendre la fonction du foie et même du cœur. Il n'existait d'ailleurs pas de terme en grec ancien pour désigner ce concept de « fonction » tel qu'il est compris depuis le XVIIe siècle. Galien utilisait le concept d'action (energeia, ἐνέργεια), tiré de la philosophie. Ainsi la nourriture est transformée en sang par l'action d'organes spécifiques.
Quand il a trouvé l'action, Galien se pose alors la question de la cause : qu'est-ce qui est responsable de l'action ? La cause finale (telos, τέλος) d'Aristote est contenue dans la notion actuelle de fonction. La formation du sang s'explique par la faculté sanguifique qui existe dans les veines, la transformation des aliments par la faculté coctrice (pepsis) de l'estomac et les pulsations par la faculté sphygmique (pulsative) du cœur. La relation entre structure et fonction est fondée sur une philosophie profondément téléologique de la Nature, selon laquelle la constitution des organes est parfaitement adaptée à leur activité. Toutes les parties du corps ont une utilité qui est la meilleure possible. Président au-dessus de ces finalités se trouve le Créateur ou le Démiurge, vu comme un dieu bienveillant et providentiel. Galien se trouvait sur ce point en opposition complète avec un médecin comme Érasistrate ou avec les atomistes qui refusaient toute explication téléologique.
Plusieurs grands principes organisationnels régissent la physiologie de Galien. L'un de ceux-ci, présenté dans Sur les doctrines d'Hippocrate et Platon (DHP), est celui des trois centres psychiques (ou trois âmes) emprunté au Timée de Platon. Le cerveau qui élabore le pneuma psychique (πνεῦμα ψυχικόν) est la source des nerfs sensitifs et moteurs, le cœur qui élabore le pneuma vital (πνεῦμα ζωτικόν) est la source des artères, de la chaleur innée et de la faculté sphygmique, enfin le foie qui contient le pneuma naturel est la source des veines, du sang et de la faculté nutritive.
| Centre  | Partie de l'âme                | Source de                                                       | Activité    |
| ------- | ------------------------------ | --------------------------------------------------------------- | ----------- |
| Cerveau | - pneuma psychique - psychikon | nerfs sensitifs et moteurs                                      | rationalité |
| Cœur    | - pneuma vital - zotikon       | - artères - source de chaleur innée et de la faculté sphygmique | émotion     |
| Foie    | - pneuma naturel - physikon    | - veines - source du sang et de la faculté nutritive            | désir       |

Chaque partie de l'âme est le principe ou la source (archai) d'activités physiologiques et psychiques. De même, pense-t-il, la faculté directive est transmise par le cerveau via les nerfs jusqu'aux muscles, de même la faculté pulsative est transmise aux artères par le cœur et la faculté nutritive est transmise aux veines par le foie.
Ce modèle de transmission d'un flux partant d'une source et irriguant le reste du corps pouvait être établi expérimentalement en essayant de l'interrompre. C'est ce que Galien avait fait dans sa célèbre démonstration anatomique en présence de Flavius Boethius où la section de certains nerfs interrompait la voie et la respiration de l'animal. De la même manière, l'arrêt de la transmission de la faculté pulsative se propageant à partir du cœur pouvait à ses yeux, être établi par une expérience déjà effectuée par Érasistrate, qui consistait à introduire un tube dans l'artère fémorale. La pulsation des artères provenait d'une capacité attractive transmise via les tuniques artérielles. Pour la dernière faculté transmise, Galien reconnaît honnêtement qu'il n'a pu l'établir par une expérience « dans le cas du foie, nous ne pouvons en faire une telle démonstration, soit en l'exposant et en appliquant une pression ou en ligaturant les veines » (DHP V, 520).

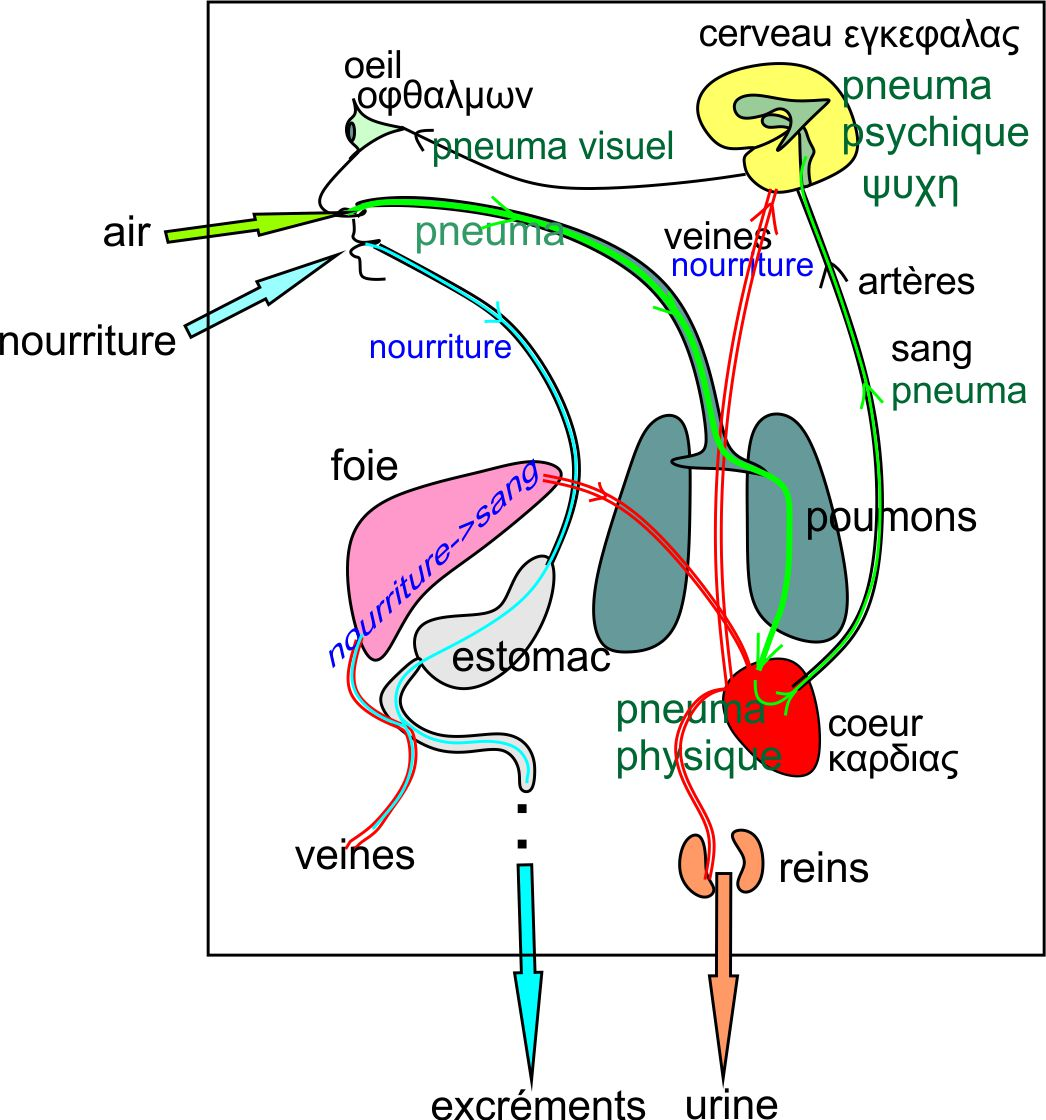
Schéma de la « boîte noire » des processus physiologiques, avec les deux voies de la nourriture et de l'air/pneuma. (D'après le texte de Galien, Le médecin. Introduction).

Galien utilise ce modèle de la transmission (ainsi que celui de la chaleur innée) pour tenter de comprendre différents processus comme la digestion, la respiration ou la reproduction.
Pour lui, il existe deux sortes de sang : le sang veineux et le sang artériel. Le sang veineux, constamment renouvelé par la nourriture absorbée, nourrit tout le corps à partir du foie et du cœur. Le sang artériel a pour fonction de distribuer la chaleur vitale à partir du cœur (du ventricule gauche plus précisément) où il s'est mêlé au pneuma apporté par l'« artère veineuse » (la veine pulmonaire).
Galien a fait beaucoup de recherches sur le système nerveux et en particulier les nerfs crâniens. Sa connaissance des fonctions de la moelle épinière n'a pas été dépassée jusqu'au début du XIXe siècle. Les pages qu'il nous a laissées sur la localisation des traumatismes de la moelle épinière et des nerfs, entraînant la paralysie de telle ou telle partie du corps, font partie des plus célèbres de la littérature médicale.
Enfin, Galien a produit des écrits sur la formation de l’embryon et du fœtus. Il s'y est intéressé dans plusieurs ouvrages comme Sur la semence, Sur la formation du fœtus et De l'utilité des parties. Il estime que le foie est le premier organe à se former, suivi du cœur et du cerveau. Il défend aussi l'idée d'un Créateur car selon lui la semence est parfaite. Il expose notamment l'existence d'une semence mâle et d'une semence femelle. Il cherche à établir par l'observation et la dissection, que l'utérus saisit la semence mâle et émet une semence femelle qui s'unit avec la mâle. La première est à l'origine de la formation de la membrane qui entoure l'embryon (l'amnios), et la deuxième de l'allantoïde. Il s'oppose alors à Aristote, qui estimait que le sang des règles donnait l'embryon. Galien défend l'importance du sperme, en effet selon lui le sang et les nerfs se forment grâce à lui. Il compare souvent la formation du fœtus animal à celui de l’embryon de plante, en utilisant par exemple le mot semence pour désigner le sperme, ou encore le mot "brindille" pour désigner les bras articulés du fœtus.
Galien a réalisé de nombreuses dissections et a pu observer l'embryon chez la chèvre, entre autres. Il a cependant rencontré des difficultés pour étudier les stades précoces de l'embryon. Il parvient toutefois à distinguer trois, ou quatre, phases du développement de l'embryon, et à chaque fois Galien reprend et confirme l'enseignement d'Hippocrate. Comme chez Hippocrate, ces stades sont appelés « semence », « chair » après accumulation de sang (on ne distingue cependant pas encore d'organes), puis « articulation des parties ». Le quatrième et dernier stade correspond à l'enfant, là encore en accord avec Hippocrate.
Galien n'hésite pas à parler de la faculté générative du sperme et de la faculté d'accroissement de l'embryon. De fait, il recourt très souvent à des arguments mathématiques ou logiques afin d'expliquer l'embryogenèse, ayant lui-même reçu une éducation auprès de mathématiciens.

### Pathologie et thérapeutique
Galien écrivit plusieurs ouvrages sur les maladies et leurs symptômes. À la fin de sa vie, il rassemble l'ensemble de ses connaissances dans Lieux affectés.
Galien estime qu'il faut connaître la physiologie pour comprendre tout état pathologique. Il insiste sur le caractère universel de la théorie médicale qui pourtant doit toujours s'appliquer pratiquement sur des cas individuels particuliers.
Il cherche par le raisonnement à remonter aux causes. Il a toujours été très intéressé par l'analyse causale et a écrit plusieurs traités sur ce sujet. Pour lui, il existe deux types de causes : les ruptures de continuité et les dyscrasies. Les ruptures sont les blessures ou les affections comme les ulcères qui détruisent la peau. Les dyscrasies résultent d'un déséquilibre des quatre qualités dans les tissus, dans le pneuma ou la chaleur innée. La maladie découle d'un dommage aux fonctions, avec pour conséquence que les actes naturels du corps s'effectuent mal ou plus du tout.
Lorsque la maladie résulte d'un déséquilibre en froid, chaleur, sécheresse ou humidité, le traitement se fait en agissant dans le sens contraire de la cause. Un désordre résultant d'un état refroidi doit être traité en chauffant, un excès d'humidité en desséchant, etc. Galien recourt aux mêmes types d'explications pour l'âme et ses affections. Mais toujours il sait adapter les règles générales de la thérapeutique aux conditions particulières de son patient. Le médecin doit tenir compte de son âge, de son sexe, de sa constitution, de son mode de vie, des facteurs environnementaux, etc.
Les deux principaux indicateurs de diagnostic sont pour Galien l'état des urines et le pouls du patient. Il recourait aussi au besoin à d'autres indicateurs comme l'examen des selles, du vomi ou prenait en compte la différence homme/femme ou l'influence de l'environnement. À partir de l'observation d'entités, on peut légitimement inférer des choses non observables, pensait-il comme Anaxagore, Démocrite ou le médecin Dioclès.
Fondamentalement, le médecin dispose de trois méthodes thérapeutiques : le régime, la pharmacologie et la chirurgie.

#### Le régime
Le régime fut pour Hippocrate un souci majeur. Il permettait de préserver la santé et prévenir les maladies. Dans la lignée d'Hippocrate, Galien dans son grand traité d'Hygiène (et dans plusieurs autres traités), entend par régime (ou diététique) tout ce qui concerne non seulement les aliments et les boissons mais aussi les durées de veille et de sommeil, les exercices, le repos, l'activité sexuelle, les bains et les massages, ce qu'on appellerait maintenant une bonne hygiène de vie. Suivant le cas, il prescrira à son patient un régime amaigrissant ou fortifiant, asséchant ou humidifiant, réchauffant ou refroidissant, évacuant en cas de pléthore des humeurs ou encore reconstituant.

#### La pharmacologie
Quand le régime ne suffisait pas, le médecin grec recourait aux remèdes. Galien avec l'esprit méthodique qui le caractérise, contribua à fonder clairement la pharmacologie en s'appuyant à la fois sur la théorie (logos) et l'expérience (empeiria). Il a consacré environ 3 500 pages à ce domaine de l'art médical dans lequel il s'est particulièrement illustré. Sa contribution a été si significative que son nom est davantage tenu en honneur par les pharmaciens que les médecins. Tout comme Dioscoride au siècle précédent, Galien a rassemblé les principales connaissances de son temps qu'il a complétées par son expérience personnelle.
Le qualificatif de « galénique » appliqué à la médecine et à la pharmacie, serait apparu en français presque un millénaire et demi plus tard (en 1581 sous la plume de Nicolas de Nancel). Quand les progrès de l'analyse chimique permirent à partir du XVIIe siècle de passer de la matière médicale au principe actif (de la digitale à la digitaline), l'apothicaire et chimiste, Nicolas Lémery, opposa la pharmacie galénique composée de préparations de substances naturelles (dont on ignore la composition chimique) à la pharmacie chimique utilisant les principes actifs connus et testés des substances.
Le terme de pharmacologie n'existait pas du temps de Galien. C'est une création terminologique de la science européenne du XVIIIe siècle. En grec ancien, le terme pharmaka signifiait « remède, drogue » (bénéfique ou toxique) et le pharmakopôlês, φαρμακοπώλης, « vendeur de drogues » était un petit marchand ambulant. L'herboriste était le rhizotomos, ῥιζοτόμος « coupeur de racine » (ramasseur de plantes). À plusieurs occasions, Galien cite des recettes de médicaments qu'il reconnaît comme efficaces, mises au point par des rhizotomes ou des pharmacopoles. Mais il a surtout bénéficié de l’œuvre de synthèse magistrale de Dioscoride sur les remèdes naturels : Peri hulês iatrikês (Περὶ ὕλης ἰατρικῆς), « À propos de la matière médicale », rassemblant plus de 800 fiches descriptives précises. L'œuvre rédigée en grec est plus connue sous le nom latin de De Materia Medica. Galien salua les descriptions des drogues données par Dioscoride mais blâma la partie purement médicale de ses notices.
|        | chaud | froid |
| sec    | feu   | terre |
| humide | air   | eau   |

Pour Galien, l'activité d'une drogue vient de son pouvoir inné, ce qu’Aristote appelait les potentialités, dunameis. Ainsi un pharmakon chaud réchauffera le corps et sera approprié pour les maladies résultant d'un excès de froid. Pour Galien tout comme pour Aristote, les qualités sont classées comme actives (chaud et froid) ou passives (sec et humide) et chaque substance est un mélange (krasis) d'une qualité active et d'une passive (comme le chaud-sec). La qualité d'une drogue ne peut être déterminée que par son effet sur un organisme. Ainsi le poivre pourtant froid au toucher est chaud au goût ou réchauffe le corps. En outre les qualités d'une drogue sont évaluées sur une échelle d'intensité : faible, claire, forte, puissante.
Galien distingue les remèdes simples, tel que la nature les offre à l'état brut, et les remèdes composés, résultant d'un assemblage de plusieurs simples.
Dans Sur les pouvoirs [et les mélanges] des drogues simples, Galien expose l'application de la théorie des quatre humeurs à la pharmacologie. Les livres VI-XI fournissent un large catalogue de drogues, constituées de plantes, de terres, de minéraux, de metallica pharmaka et de produits animaux. Il énumère 440 plantes et 250 autres substances médicinales avec pour chacune une description de la manière de l'obtenir, de la conserver et de l'utiliser. Par contre, il ne fournit d'indication sur leur intensité que pour un tiers d'entre elles.
Dans deux autres ouvrages, Galien propose une compilation annotée de recettes reçues des anciens. Enfin, il a écrit des ouvrages sur les antidotes et la thériaque. Il donne la liste des 42 ingrédients composant la thériaque. Il reconnaît que sa théorie de l'activité des drogues ne s'applique bien qu'aux drogues simples. Quand il évalue le pouvoir des drogues composées, il invoque la tradition, son expérience personnelle et/ou les qualités des simples qui la composent. « Il vous a souvent été démontré que certains remèdes sont trouvés par la raison [logos] seule, d'autres par l'expérience [peira] sans usage de la raison, et d'autres nécessitent l'usage des deux ».
Galien a proposé une première tentative de système théorique explicatif de l'activité des remèdes qui soit cohérente avec sa physiologie, sa pathologie et sa thérapeutique. Bien que cette construction théorique ait des insuffisances internes (dont il est bien conscient), il faut reconnaître qu'elle constitue une belle tentative de fondation de la pharmacologie qui va bien au-delà des descriptions des simples données par Dioscoride. Même si les développements ultérieurs de la science montreront que cette modélisation est complètement erronée, la démarche illustre parfaitement une des caractéristiques forte de la science grecque : le désir de comprendre et d'expliquer ce qu'on observe. Associée à un refus de tout dogmatisme, c'est cette méthodologie qui à partir de la Renaissance permettra l'émergence de la science moderne. Mais la compréhension de la matière vivante nécessitait au préalable des progrès notables dans la compréhension de la chimie du reste de la nature.

#### La chirurgie
Galien est connu pour avoir donné une place de choix à la saignée dans son arsenal thérapeutique. Il a consacré quatre traités à ce sujet dont un Traitement par la saignée (De curandi ratione per venae sectionem).
La saignée était pratiquée en Grèce dès l'époque d'Hippocrate, au Ve siècle av. J.-C., sans que l'on sache exactement si c'était une pratique courante. Plus tard, le médecin d'Alexandrie, Érasistrate (320 ; 250 av. J.-C.), s'opposa à l'usage de la saignée dans le traitement des troubles causés par la pléthore (responsables d'ennuis digestifs et d'autres troubles). Il conseillait de recourir plutôt à une légère diète et à un peu de gymnastique.
Quatre siècles et demi plus tard, Galien s'en prit assez vigoureusement dans plusieurs opuscules à Érasistrate puis aux érasistratéens de Rome. Galien et Érasistrate s'accordent à considérer que les fièvres ont pour origine une pléthore des humeurs, mais ils s'opposent sur les traitements. Quand Érasistrate recommande un jeûne de trois jours qui risque de tuer le malade en même temps que la maladie, Galien préfère la saignée en incisant une veine (phlébotomie), éventuellement jusqu'à l'évanouissement. Il prône toutefois la modération car, comme il dit, « j'ai réellement vu deux hommes périr entre les mains mêmes des médecins : ils s'évanouirent mais ne revinrent plus à eux ». Il convient donc de moduler l'intervention en fonction de l'état du malade, de son âge, du type de maladie, etc.
Le principe commandant la saignée était le besoin d'évacuer un excès (plêthos, une pléthore) de sang ou d'une substance du corps afin de rétablir l'équilibre naturel. Un autre type de saignée, dite révulsive, se proposait de détourner le sang vers des parties opposées où il se trouve en excès.
Galien a pratiqué nombre de petites opérations : pour extirper une « tumeur contre nature », pour éliminer les calculs dans la vessie, pour opérer des varices, etc. Son expérience de médecin des gladiateurs l'avait amené à débrider et suturer les plaies, à extraire des pointes de flèches mais aussi à pratiquer des amputation à la scie.
Il indique avoir souvent réduit des luxations et des fractures, avoir recouru à toutes sortes de bandages et d'attelles.
Il a procédé à des opérations risquées comme la perforation du crâne à l'aide de trépans ou de forets ou des opérations délicates comme l'abaissement de la cataracte, l'ablation de la luette ou des polypes du nez.

## Postérité de la pensée médicale de Galien

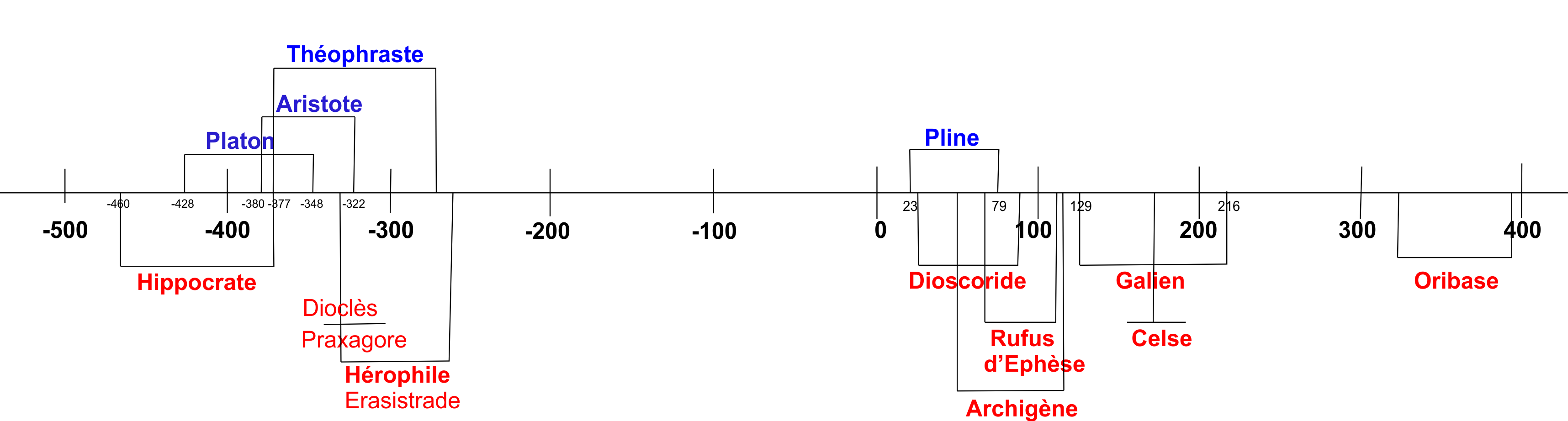
Chronologie.

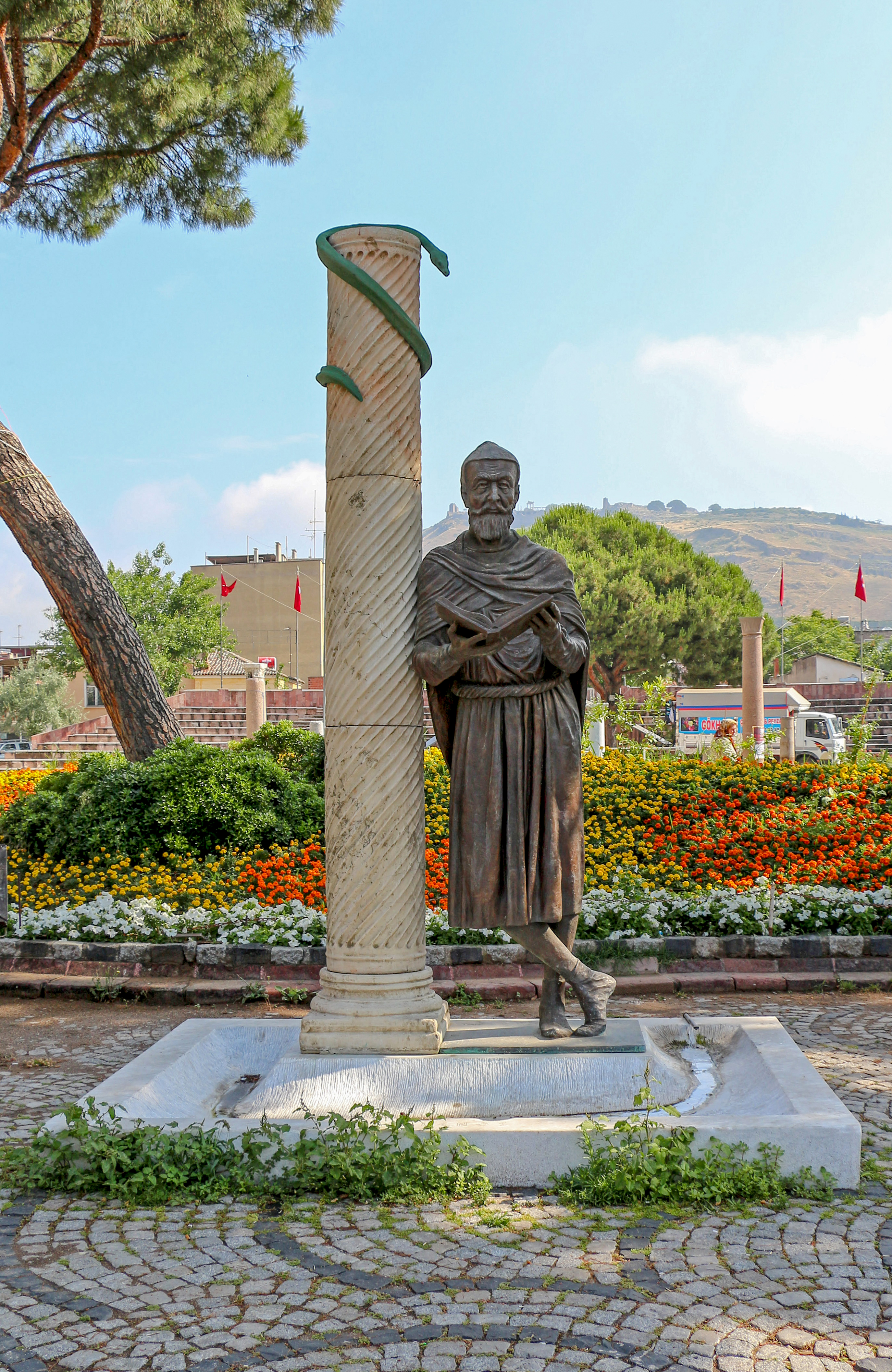
Statue de Claude Galien à Bergama en Turquie.

À la suite de la division de l'Empire romain au IVe siècle, l'Empire romain d'Occident disparaît rapidement et avec lui la médecine savante alors que l'Empire romain d'Orient (ou Empire byzantin) subsiste et conserve l'héritage culturel et scientifique gréco-romain. Le corpus galénique continuera à faire autorité auprès des médecins de Constantinople et d'Alexandrie et sera assimilé durant l'âge d’or islamique aux Xe – XIe siècles. Ce galénisme revu et synthétisé par Rhazès ou Avicenne reviendra en Europe occidentale par des traductions de l'arabe en latin aux XIe – XIIe siècles. En entrant à l'université, l'enseignement du système médical de Galien se confronta à l'aristotélisme et s'égara des arguties scolastiques tortueuses.
Les hommes de la Renaissance ouvrent un tournant dans l'histoire de la médecine. En retournant aux sources textuelles de l'Antiquité grecque, ils remettent l'anatomie et la dissection à la base de la médecine. Puis les médecins découvrent peu à peu, qu'il est possible de tester empiriquement des hypothèses sur les processus physiologiques en montant des expériences sur des sujets vivants. Après la découverte de la circulation sanguine au XVIIe siècle, le XVIIIe siècle installera la physiologie expérimentale au cœur de la médecine,. Les derniers fidèles du galénisme durent s'incliner devant la puissance explicative des systèmes cardiovasculaire, respiratoire, digestif, endocrinien et neuronal de la médecine moderne, établis sur des bases empiriques robustes. La médecine gréco-romaine était complètement balayée de la pratique médicale occidentale et ne subsistait plus même pas à titre de « médecine traditionnelle européenne », contrairement aux médecines traditionnelles chinoise et indienne qui ont survécu mieux à l'irruption de la médecine moderne amenée en Asie par les Occidentaux et cohabitent aujourd'hui avec elle. Paradoxalement, la médecine gréco-arabe qui fut importée en Inde par les musulmans, y a survécu jusqu'à l'époque moderne sous le nom de médecine Yunâni (yūnānī signifiant originellement « grec », ou plus exactement « ionien », du sanskrit yavana).

## Bibliographie

Galenou Apanta, 1538.